# Dipartimento di Huehuetenango
Il dipartimento di Huehuetenango è uno dei 22 dipartimenti del Guatemala, il capoluogo è la città di Huehuetenango.

## Storia
L'antico nome indigeno della regione era  Chinabjul che in maya significa "tra le rocce" o "tra i burroni".
Il nome attuale, adottato in epoca coloniale, sembra invece significare "città degli anziani" o, secondo altri, deriverebbe dal nome di una specie di conifera, simile al tasso (Taxodium macromatum), che in alcune zone del Messico viene chiamato ahuehuetles o ahuehuetes e che avrebbe ricordato ai messicani che accompagnavano i conquistatori spagnoli i luoghi natali.
La regione fu l'area più importante del dominio mam tra il IV e il VI secolo d.C. Nel XV secolo la zona fu occupata dall'etnia Quiché (kiché) che ridusse in vassallaggio il popolo mam.
Numerosi sono i siti archeologici, tra i quali il più importante è forse Zaculeo, vicino alla capitale.

## Comuni
Il dipartimento di Huehuetenango conta 32 comuni:
- Aguacatán
- Barillas
- Chiantla
- Colotenango
- Concepción Huista
- Cuilco
- Huehuetenango
- Jacaltenango
- La Democracia
- La Libertad
- Malacatancito
- Nentón
- San Antonio Huista
- San Gaspar Ixchil
- San Ildefonso Ixtahuacán
- San Juan Atitán
- San Juan Ixcoy
- San Mateo Ixtatán
- San Miguel Acatán
- San Pedro Necta
- San Pedro Soloma
- San Rafael la Independencia
- San Rafael Petzal
- San Sebastián Coatán
- San Sebastián Huehuetenango
- Santa Ana Huista
- Santa Bárbara
- Santa Eulalia
- Santiago Chimaltenango
- Tectitán
- Todos Santos Cuchumatán
- Unión Cantinil